# 葉國謙
葉國謙，大紫荊勳賢，GBS，JP（1951年11月8日—），廣東花縣人，華南師範大學畢業，前任香港立法會功能界別區議會（第一）議員。現任香港行政會議非官守成員、港區全國人大代表、民建聯立法會黨團召集人、香港房屋委員會委員及強制性公積金計劃管理局董事會非執行董事。葉曾擔任民建聯前副主席（1998年12月至2009年4月）、市區重建局非執行董事、紀律人員薪俸及服務條件常務委員會委員、禁毒常務委員會委員及香港大學校董會成員。而立法會議員陳克勤則是他的學生。

## 背景
葉國謙籍貫廣東花縣，在1968年畢業於漢華中學中五年級，1969年於原校完成中六預科課程。1966年澳門發生一二三事件後，葉國謙與一批同學跟隨左派赴澳，學習當地左派鬥爭經驗，至翌年六七暴動爆發，漢華中學組織學生鬥委會，葉國謙當選為委員，於5月中曾帶領數百名學生遊行往港督府，在門外張貼大字報，揮動毛語錄及高喊口號。他及後於1984年入讀華南師範大學地理系，1989年畢業，在1991年香港區議會選舉首次當選為中西區區議員，其後於1994年香港區議會選舉於觀龍選區連任。1997年，前人民入境事務處處長梁銘彥離職事件中任調查委員會主席，葉以一句「震驚！」為人所知。
在1990年代往後，葉國謙一直活躍於政壇。在1998年香港立法會選舉中，他夥拍程介南、孫啟昌、鍾樹根參加港島區直選，最後程介南當選，而葉國謙則落選。1999年香港區議會選舉，葉國謙在中西區區議會觀龍選區出戰，成功連任，並於2000年香港立法會選舉的區議會功能界別選舉以198票勝出。2003年香港區議會選舉，葉國謙在觀龍選區競逐連任，最後敗於何秀蘭而未能連任，意味他不能遁區議會功能界別參選2004年香港立法會選舉。2004年由於對地區及公共事務有貢獻，葉國謙獲頒授金紫荊星章。
後在2007年香港區議會選舉中，葉國謙再次競逐觀龍選區的區議員，擊敗何來和梁劍琴重返區議會，2008年香港立法會選舉區議會功能組別以259票勝出，重返立法會。2011年於區議會選舉在其所屬的觀龍選區以2723票擊敗取得973票的梁國雄，成功連任。2012年在無競爭情況下（泛民主派的區議員未能取得足夠支持沒有參選），葉國謙在立法會選舉中自動當選香港立法會功能界別區議會（第一）界別議員。
直至2015年，他不再競逐連任，結果由其議員辦事處助理楊開永取得2015年香港區議會選舉觀龍選區議席。2016年3月17日，葉國謙獲行政長官梁振英委任為行政會議非官守成員。

## 軼事

### 限制議員動議數目惹爭議
2012年立法會會期開始，各派為政府的「長者生活津貼」（又稱「特惠生果金」）議案爭持不下，當中有關資產審查成爭論焦點，甚至引發立法會中再次出現「拉布戰」。葉國謙為杜絕「拉布」，便向財委會主席張宇人動議要求限制議員在財委會只能夠提出一項動議，受到不少泛民議員的猛烈批評，涂謹申更指要「無限拉布」，用盡所有時間去抗爭到底。

### 不點名要求梁國雄交出公屋
2013年2月21日，立法會議員吳亮星昨在立法會上提出，部分公屋住戶家庭入息超額，但沒有交還單位，包括「本會（立法會）成員」，認為應請他交出公屋，再分配予有需要家庭。民建聯葉國謙亦附和：「本會議員月入8萬元，可坐私家車，出入蘭桂坊，還霸住間屋。」暗指立法會議員梁國雄霸住公屋，更促請收回。

### 指now新聞台工作人員「襲警」
葉國謙接受商業電台《在晴朗的一天出發》表示，自己從「無剪接片段」中見到now新聞台工作人員李小龍用梯打人，隨即被主持陳志雲質疑是否搞錯片段，因陳志雲稱在同一片段中他看不到李小龍用梯打人。後來李小龍獲警方無條件釋放後，葉國謙在電台節目中承認早前的表述「不準確」，稱可能用其他字眼更比較合適，又稱不會再就有關問題作討論，但願意向該名工程人員道歉，又表示欣賞對方獲釋後稱不會以暴力進行採訪。

### 2015年香港立法会政改表决
2015年6月18日立法会第二天审议政改方案，交由全体立法会议员投票表决时，在表决钟响至最后一分钟时，在叶国谦带头下，大批建制派议员突然离开会议厅。最终政改方案只有37人参与表决，并在8人赞成（潘兆平在场但没有投票）、28人反对，立法會主席曾钰成本人依惯例没有投票的情况下被大比数否决。

## 言論爭議

### 不排除「禁網」
2019年10月7日，他出席商台節目《在晴朗的一天出發》，表示在《緊急法》下，禁網屬於通訊範疇，「如果需要咁樣做，係可以去做」，「我相信唔排除（禁網）」。

### 警隊外要有義勇兵
2019年11月1日，他接受電視台訪問時稱，中央在四中全會的說法代表特區政府在《基本法》23條問題上，「唔可以再等運到」，同時須研究在警隊之外如何加強執法力量，「是否要有義勇兵？」

## 家庭
葉國謙的孿生弟弟葉國忠為香港前市政局及前油尖旺區議員，2014年8月6日病逝。他們的父親是葉旋威。
姪兒葉傲冬曾為油尖旺區議會主席。兒子是葉亦楠。

## 榮譽
- 非官守太平紳士 (1999年)
- 金紫荊星章 (2004年)[9]

## 外部連結
- 葉國謙議員辦事處

| 議會席位      | 議會席位                           | 議會席位      |
| ------------- | ---------------------------------- | ------------- |
| 新頭銜        | 中西區區議員（觀龍） 1994年—2003年 | 繼任： 何秀蘭 |
| 前任： 何秀蘭 | 中西區區議員（觀龍） 2008年—2015年 | 繼任： 楊開永 |